# Oxinasphaera lobivia
Oxinasphaera lobivia är en kräftdjursart som beskrevs av Bruce1997. Oxinasphaera lobivia ingår i släktet Oxinasphaera och familjen klotkräftor. Inga underarter finns listade i Catalogue of Life.